# The Big 4 Live from Sofia, Bulgaria
The Big 4 Live from Sofia, Bulgaria är ett videoalbum med liveframträdanden av de fyra banden Anthrax, Megadeth, Metallica och Slayer, tillsammans kända som The Big Four of Thrash. Framträdandet, som ägde rum den 22 juni 2010 i Sofia vid Vasil Levski National Stadium i samband med Sonisphere Festival, släpptes på DVD och Blu-ray den 29 oktober 2010. Före DVD-släppet hade man visat den på över 450 biografier i USA samt över 350 biografier runtom Europa, Kanada och Latinamerika samma dag konserten hade spelats in.

## Innehåll

### Anthrax
| Nr  | Titel                     | Kompositör                                                                                     | Längd |
| --- | ------------------------- | ---------------------------------------------------------------------------------------------- | ----- |
| 1.  | Caught in a Mosh          | Joey Belladonna, Frank Bello, Charlie Benante, Scott Ian, Dan Spitz                            | 6:04  |
| 2.  | Got the Time              | Joe Jackson                                                                                    | 3:42  |
| 3.  | Madhouse                  | Belladonna, Bello, Benante, Ian, Spitz                                                         | 4:24  |
| 4.  | Be All, End All           | Belladonna, Bello, Benante, Ian, Spitz                                                         | 8:00  |
| 5.  | Antisocial                | Bernie Bonvoisin, Norbert Krief                                                                | 6:37  |
| 6.  | Indians"/"Heaven and Hell | Belladonna, Bello, Benante, Ian, Spitz/ Ronnie James Dio, Tony Iommi, Bill Ward, Geezer Butler | 10:10 |
| 7.  | Medusa                    | Belladonna, Bello, Benante, Ian, Spitz                                                         | 5:53  |
| 8.  | Only                      | Bello, Benante, John Bush, Ian, Spitz                                                          | 6:46  |
| 9.  | Metal Thrashing Mad       | Benante, Ian, Dan Lilker, Spitz, Neil Turbin                                                   | 3:27  |
| 10. | I Am the Law              | Belladonna, Bello, Benante, Ian, Lilker, Spitz                                                 | 8:14  |

### Megadeth
| Nr  | Titel                           | Kompositör                                     | Längd |
| --- | ------------------------------- | ---------------------------------------------- | ----- |
| 1.  | Holy Wars... The Punishment Due | Dave Mustaine                                  | 6:33  |
| 2.  | Hangar 18                       | Mustaine                                       | 5:04  |
| 3.  | Wake Up Dead                    | Mustaine                                       | 3:44  |
| 4.  | Head Crusher                    | Mustaine, Shawn Drover                         | 3:18  |
| 5.  | In My Darkest Hour              | Mustaine, Dave Ellefson                        | 5:26  |
| 6.  | Skin o' My Teeth                | Mustaine                                       | 3:14  |
| 7.  | À Tout le Monde                 | Mustaine, Ellefson, Nick Menza, Marty Friedman | 4:28  |
| 8.  | Hook in Mouth                   | Mustaine, Ellefson                             | 4:39  |
| 9.  | Trust                           | Mustaine, Friedman                             | 5:04  |
| 10. | Sweating Bullets                | Mustaine                                       | 4:50  |
| 11. | Symphony of Destruction         | Mustaine                                       | 4:15  |
| 12. | Peace Sells"/"Holy Wars Reprise | Mustaine                                       | 10:22 |

### Slayer
| Nr  | Titel                | Kompositör               | Längd |
| --- | -------------------- | ------------------------ | ----- |
| 1.  | World Painted Blood  | Jeff Hanneman, Tom Araya | 6:26  |
| 2.  | Jihad                | Hanneman, Araya          | 4:31  |
| 3.  | War Ensemble         | Hanneman, Araya          | 5:09  |
| 4.  | Hate Worldwide       | Kerry King               | 3:11  |
| 5.  | Seasons in the Abyss | Hanneman, Araya          | 6:24  |
| 6.  | Angel of Death       | Hanneman                 | 5:34  |
| 7.  | Beauty Through Order | Hanneman, Araya          | 5:11  |
| 8.  | Disciple             | Hanneman, King           | 5:07  |
| 9.  | Mandatory Suicide    | Hanneman, Araya          | 4:14  |
| 10. | Chemical Warfare     | Hanneman, King           | 5:50  |
| 11. | South of Heaven      | Hanneman, Araya          | 4:30  |
| 12. | Raining Blood        | Hanneman, King           | 5:30  |

### Metallica
| Nr  | Titel                                                        | Kompositör                                              | Längd |
| --- | ------------------------------------------------------------ | ------------------------------------------------------- | ----- |
| 1.  | Creeping Death                                               | James Hetfield, Lars Ulrich, Cliff Burton, Kirk Hammett | 8:11  |
| 2.  | For Whom the Bell Tolls                                      | Hetfield, Ulrich, Burton                                | 4:29  |
| 3.  | Fuel                                                         | Hetfield, Ulrich, Hammett                               | 4:15  |
| 4.  | Harvester of Sorrow                                          | Hetfield, Ulrich                                        | 6:18  |
| 5.  | Fade to Black                                                | Hetfield, Ulrich, Burton, Hammett                       | 7:31  |
| 6.  | That Was Just Your Life                                      | Hetfield, Ulrich, Hammett, Robert Trujillo              | 6:53  |
| 7.  | Cyanide                                                      | Hetfield, Ulrich, Hammett, Trujillo                     | 7:16  |
| 8.  | Sad but True                                                 | Hetfield, Ulrich                                        | 6:33  |
| 9.  | Welcome Home (Sanitarium)                                    | Hetfield, Ulrich, Hammett                               | 6:14  |
| 10. | All Nightmare Long                                           | Hetfield, Ulrich, Hammett, Trujillo                     | 7:50  |
| 11. | One                                                          | Hetfield, Ulrich                                        | 8:34  |
| 12. | Master of Puppets                                            | Hetfield, Ulrich, Burton, Hammett                       | 8:06  |
| 13. | Blackened                                                    | Hetfield, Ulrich, Jason Newsted                         | 7:58  |
| 14. | Nothing Else Matters                                         | Hetfield, Ulrich                                        | 5:56  |
| 15. | Enter Sandman                                                | Hetfield, Ulrich, Hammett                               | 11:08 |
| 16. | Am I Evil? (med medlemmar från Anthrax, Megadeth och Slayer) | Sean Harris, Brian Tatler                               | 6:05  |
| 17. | Hit the Lights                                               | Hetfield, Ulrich                                        | 5:25  |
| 18. | Seek & Destroy                                               | Hetfield, Ulrich                                        | 12:40 |

- DVD Bonusmaterial: Bakom scenen-dokumentär vid Sonisphere med intervjuer och klipp från repetitionen av "Am I Evil?".